# 圣乌尔巴诺圣殿
圣乌尔巴诺圣殿（Basilique Saint-Urbain de Troyes）是一座大型中世纪教堂、罗马天主教宗座圣殿，位于法国大东部大区奥布省特鲁瓦。1262年由乌尔巴诺四世捐建。这是一座典型的13世纪晚期哥特式建筑。
大部分建筑建于13世纪，一些花窗玻璃可以追溯到那个时期，但由于战争或缺乏资金，教堂的竣工被推迟了很多年。建筑者还遇到了附近修道院修女的抵制，在施工期间造成了相当大的破坏。
拱顶和西立面直到19世纪末20世纪初才完成。1840年，法国文化部将其列为法国历史遗迹。

## 历史

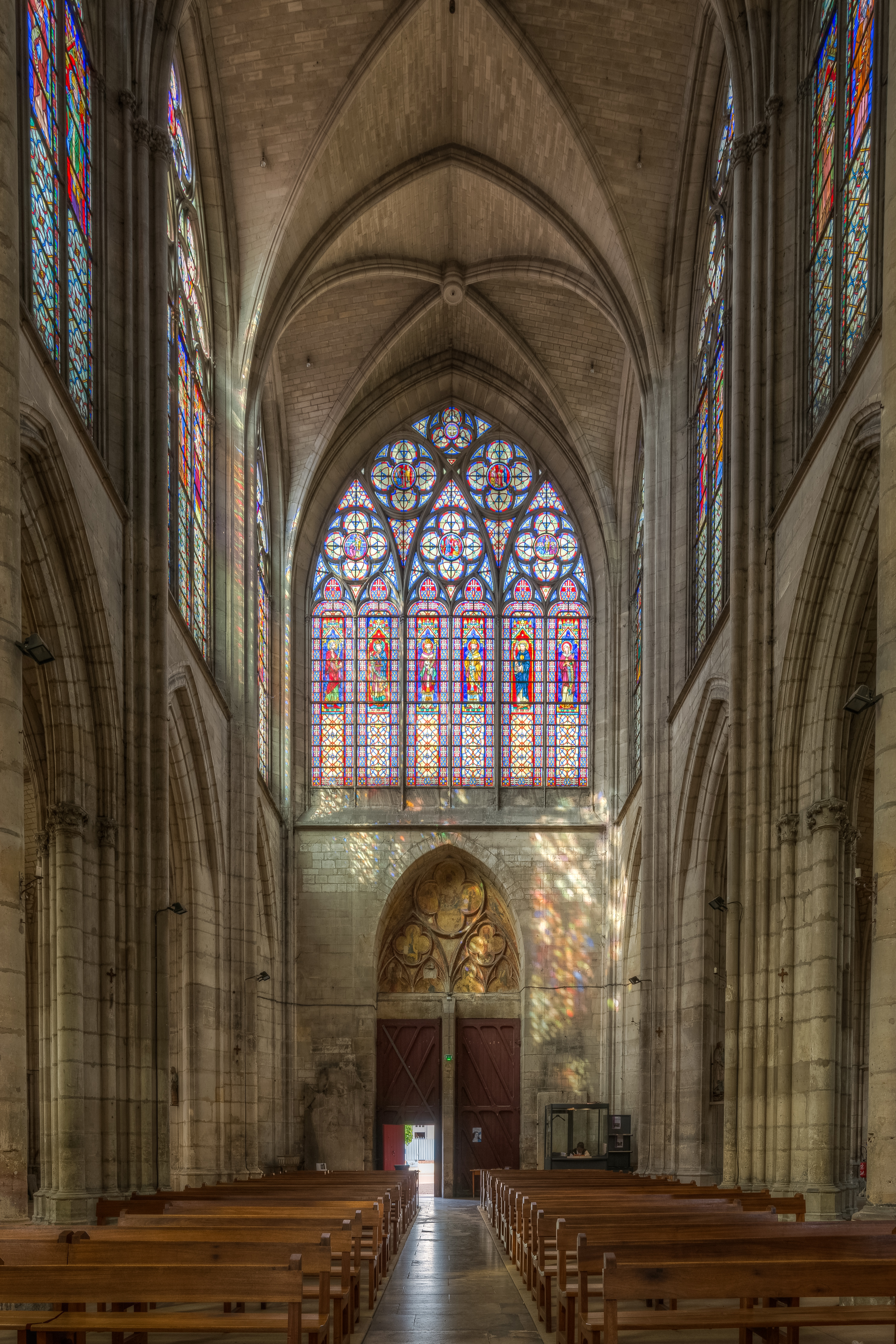
内部

雅各伯•庞塔莱翁（Jacques Pantaléon，1195–1264）是特鲁瓦一位鞋匠的儿子。他在主教座堂学校学习了一段时间，然后前往巴黎大学学习神学。他逐渐升迁， 1261年当选为教宗，即乌尔巴诺四世。1262年5月，他宣布将在特鲁瓦建造一座主教座堂，献给他的主保圣人圣乌尔巴诺。
教宗在他父亲的作坊所在的大楼周围购买了几栋房子作为教堂的基地。这块产业属于诺南圣母修女院（Abbey of Notre Dame aux Nonnains）。 教宗给了建筑师让•朗格洛伊斯一大笔钱来承担这项工作。工程可能始于1263年。第二年教宗去世，他的侄子安切罗枢机继续监督施工。这座教堂是从东向西建造的。咏经席和耳堂在1264年至1266年间迅速建成。正祭台于1265年10月祝圣。1266年5月25日，即主保圣人的瞻礼日，前来教堂者可获得一年零四十天的大赦。
诺南圣母修女院在特鲁瓦拥有巨大的权力和特权。一个不在其管辖范围内、直接受罗马教廷管辖的教堂是一个严重威胁。1266年，在圣乌尔巴诺堂祝圣的日期确定时，修女院院长奥德•德•波吉派黑帮去现场大肆破坏，损坏大门、祭台和柱头，污损柱子，抢走木匠的工具和材料。安装新门后，很快又被打坏拆走。几个月后，一场大火烧毁了墙壁和屋顶的木质部分。火灾后，一位新建筑师继续工作，但资金短缺。1268年，修女们雇佣了武装人员，阻止欧塞尔主教为新墓地祝福。 1268年7月15日，教宗克勉四世将奥德•德•波吉及其同伙逐出教会。 尽管修女们反对并且缺乏资金，建筑工程仍在继续。 这座教堂于1389年7月1日祝圣，当时尚未完工。 教堂的主体部分直到16世纪才完工，钟楼直到1630年才完工。
法国大革命期间，该堂教堂改为粮仓和物资仓库，所有用具均被出售。1802年，该建筑再次成为堂区教堂。 1846年启动了一项全面修复计划，拆除毗邻的房屋，在19世纪末，建筑师保罗·塞尔默谢姆（1840-1916）根据原始设计完成了中殿的上部。 20世纪末，后殿及其窗户完全修复。1890年至1905年间，中殿的上拱顶和扶壁完工，并增加了立面的门廊。教堂西侧的门廊于1905年竣工。
1264年，乌尔巴诺四世安葬在佩鲁贾主教座堂。根据他的遗愿，他的遗体于1935年运回特鲁瓦，在该堂安葬。
1964年，教皇保禄六世将该堂升格为宗座圣殿。

## 建筑
圣乌尔巴诺圣殿是这一时期法国哥特式建筑的典型代表。被称为“香槟的帕特农神庙”。
在百年战争（1337-1453）之前，香槟集市使特鲁瓦成为一个繁荣的城市。15世纪中期，随着和平的回归，这座城市得以恢复，其雕塑、绘画和彩色玻璃作坊蓬勃发展。战争前的雕塑风格得到了复兴，有着哥特式的传统，线条简洁，面部表情简单，衣着朴素。从15世纪30年代开始，枫丹白露宫艺术家的影响开始在该地区传播，这种风格是在文艺复兴的影响下演变而来的，更精致、更自然也更丰富。

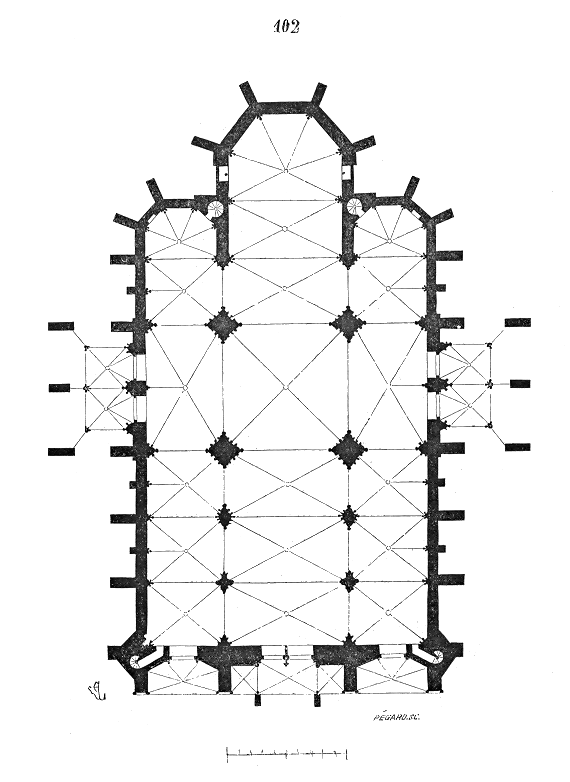
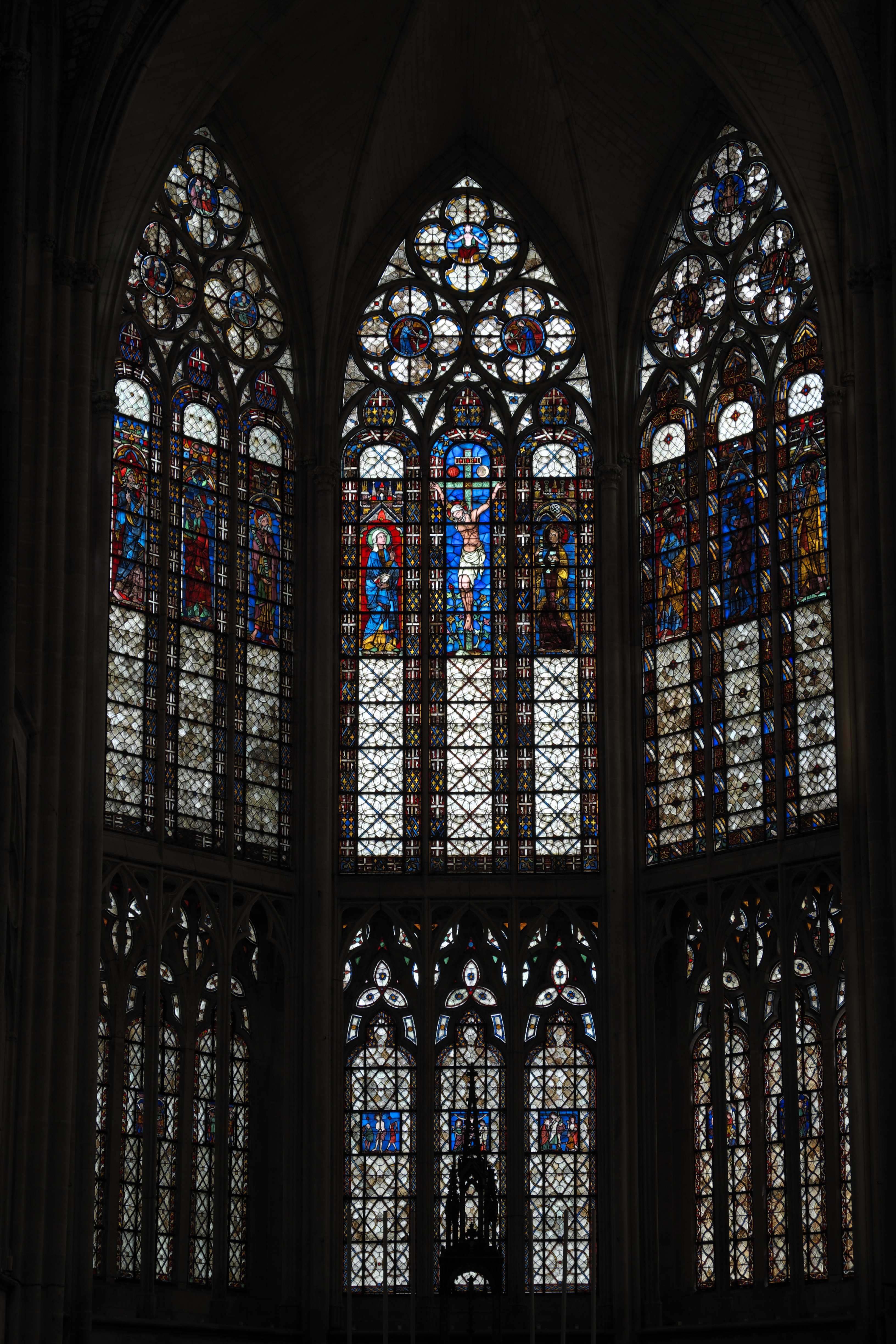
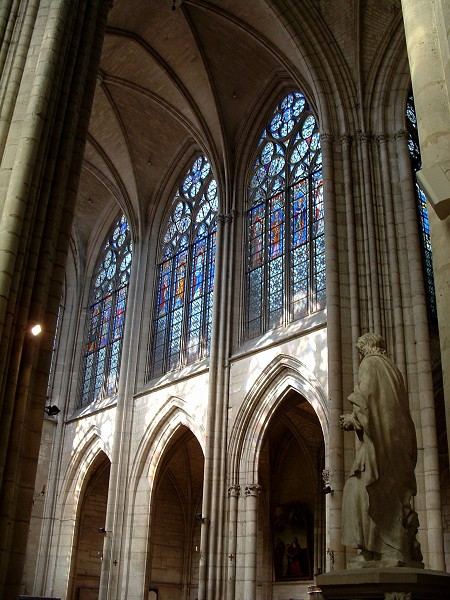
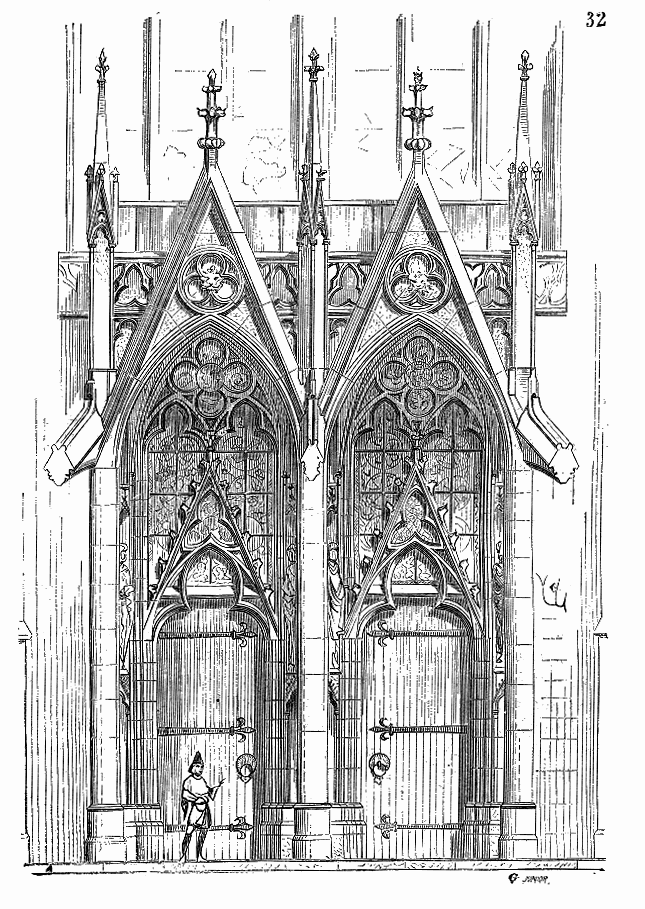
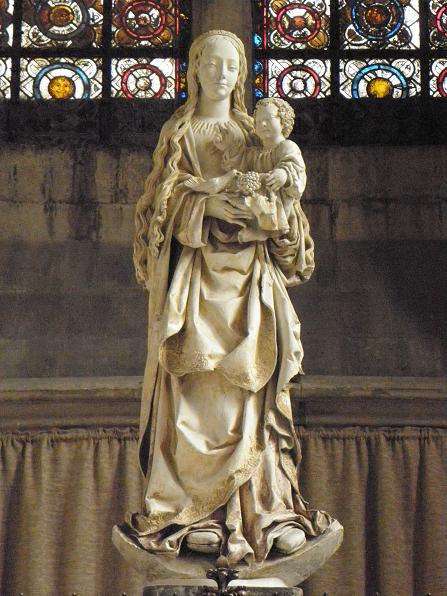
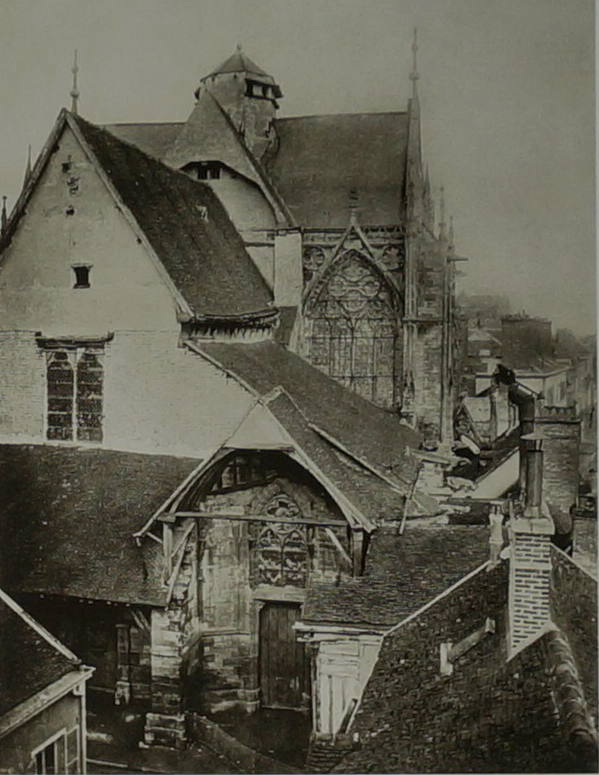
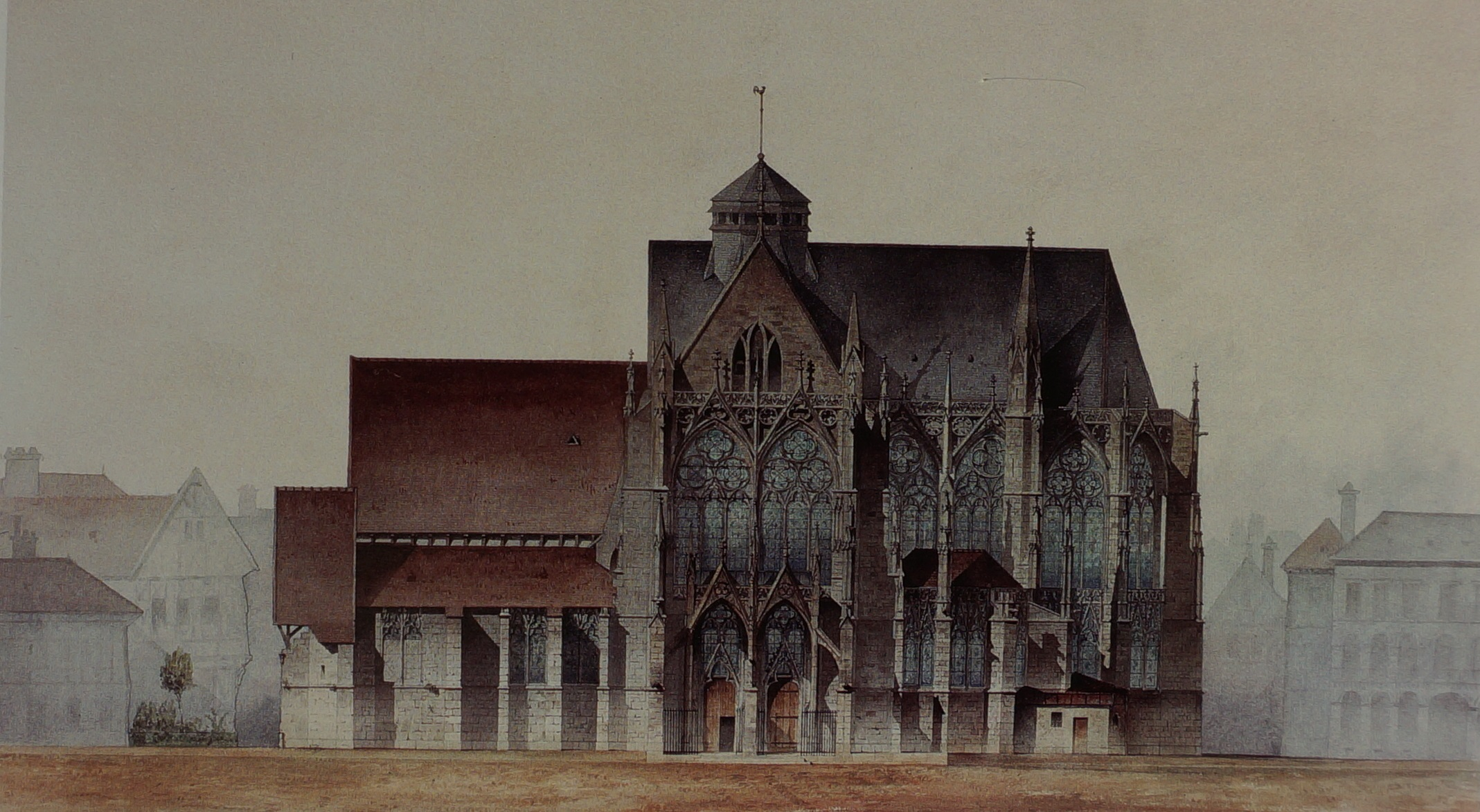
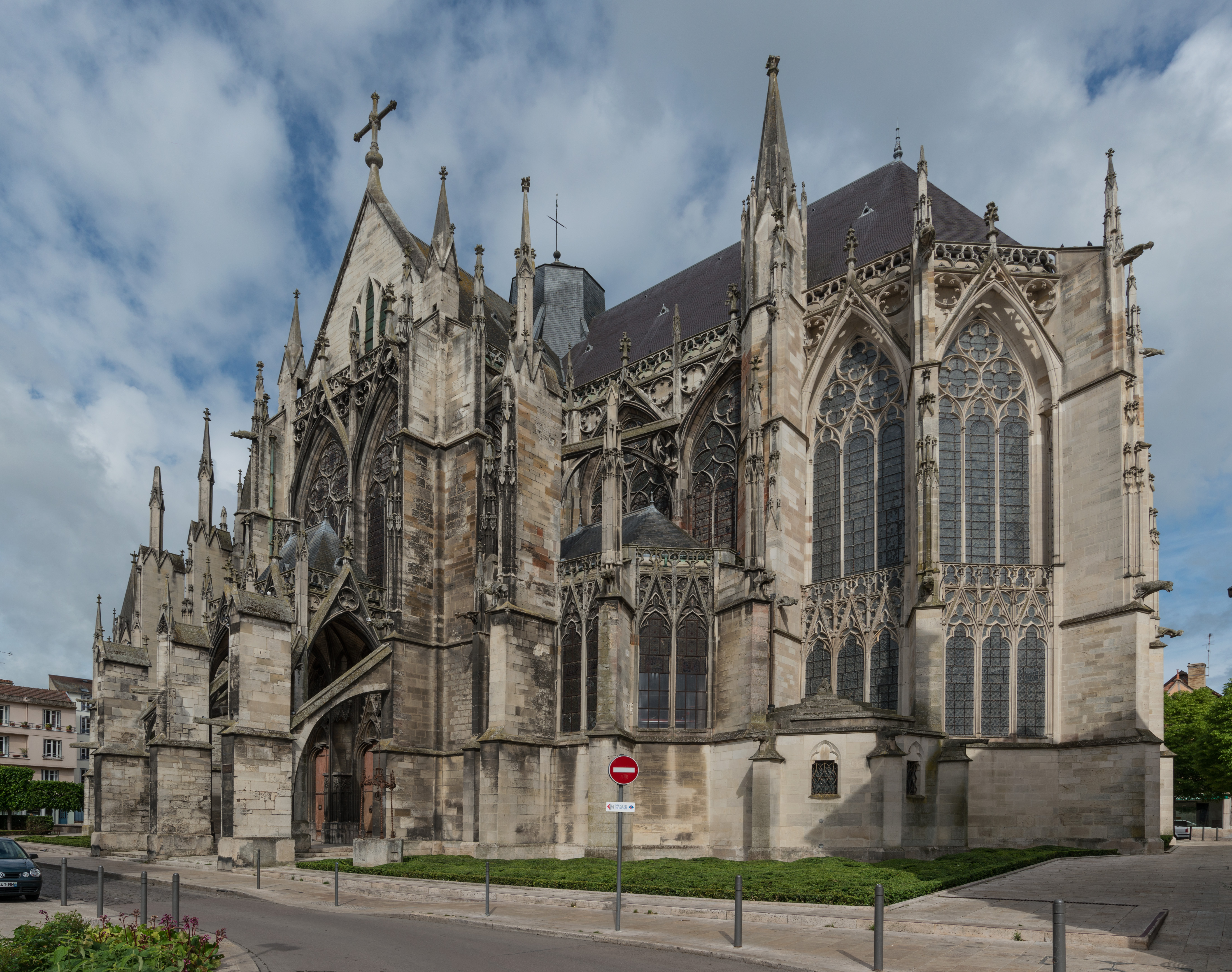
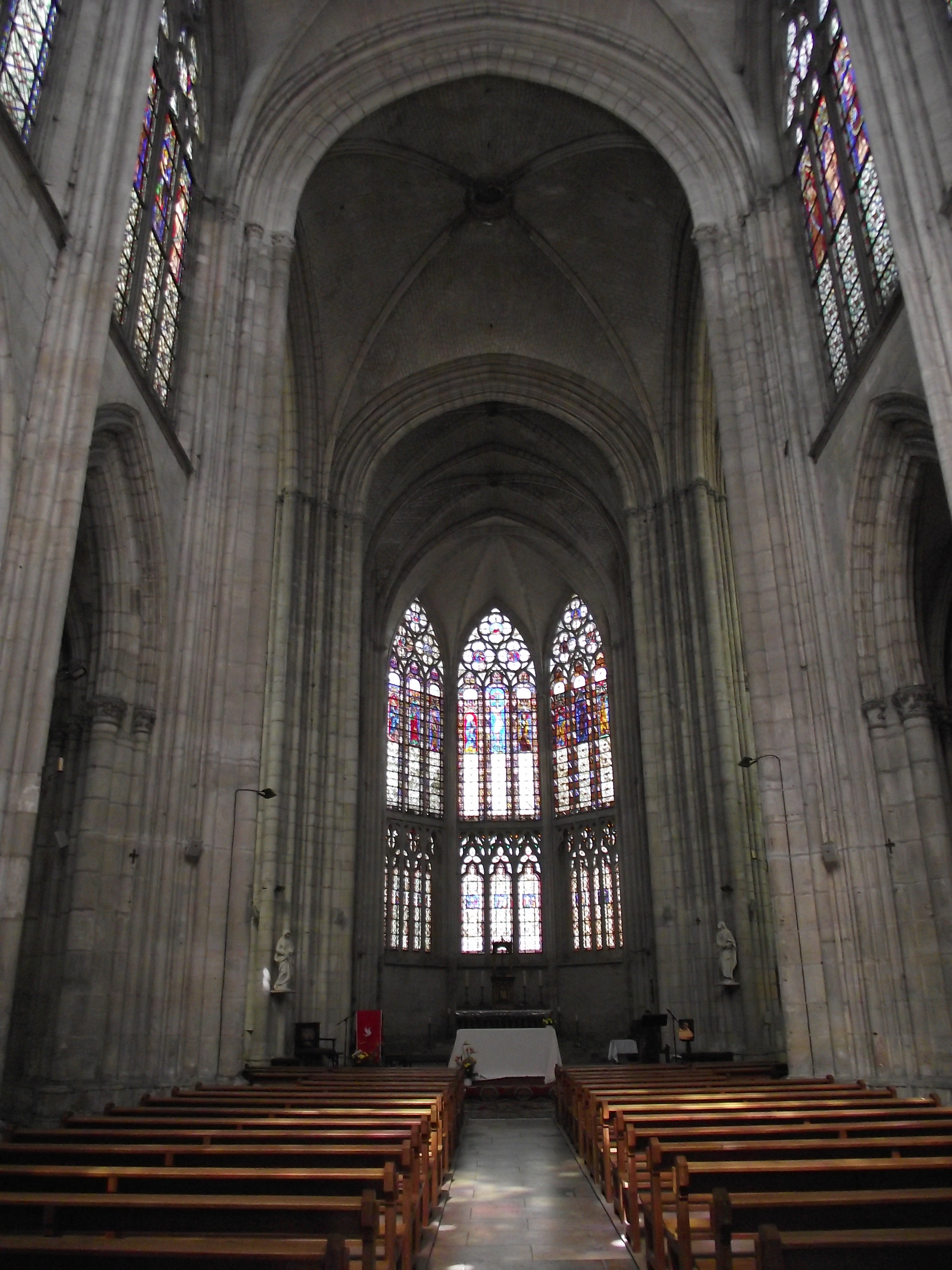